# Isometria (anatomia)

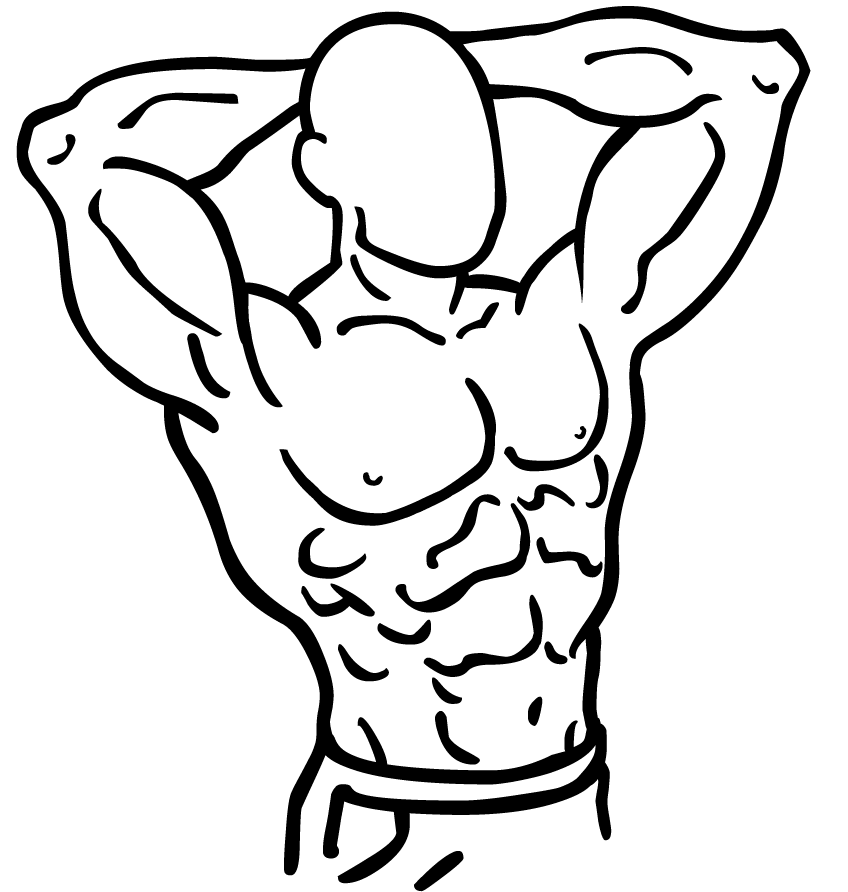
Exercício isométrico para a musculatura do pescoço.

Isometria - é a característica de contração muscular onde se tem um equilíbrio entre os músculos agonista e antagonista de um movimento (contração mantida).
Ou seja, existe contração muscular em dois ou mais sentidos de uma articulação, mas não se nota um movimento decorrente das contrações, visto serem aplicadas forças iguais entre agonista e antagonista de um movimento.
O treinamento isométrico (estático) consiste em levantar e manter um peso (ou o peso corporal) imóvel por um determinado intervalo de tempo.